# کیرن فریمن
کیرن فریمن (انگلیسی: Kieron Freeman؛ زادهٔ ۲۱ مارس ۱۹۹۲) یک بازیکن فوتبال اهل بریتانیا است.